# Jerzy Grupiński
Jerzy Grupiński (ur. 6 lipca 1938 we Wronkach) – polski poeta, krytyk literacki, animator kultury i redaktor.

## Życiorys
Ukończył LO w Szamotułach, następnie filologię polską w 1964 na Uniwersytecie Adama Mickiewicza w Poznaniu. Od końca lat 50. związany z Poznaniem zajęciami polonisty szkół średnich, przede wszystkim jednak pracą w Pałacu Kultury (CK Zamek).
Debiutował w „Głosie Wielkopolskim” (1963). Od 1970 roku prowadził w Centrum Kultury „Zamek” w Poznaniu Klub Literacki, przez który przewinęli się znani literaci, m.in.: Stanisław Barańczak, Ryszard Krynicki, Edward Stachura, Rafał Grupiński, Ryszard Milczewski-Bruno, Piotr Kuncewicz, Bogusława Latawiec, Andrzej Babiński, Edward Popławski, Wincenty Różański, Jerzy Szatkowski, Krzysztof Kuczkowski, Dariusz Lebioda, Mariusz Grzebalski, Ryszard Krynicki, Łucja Danielewska, Dawid Jung. Prezentowano tam programowe grupy literackie, m.in. Kontekst, Drzewo, Tylicz, Środowisko „Nowego Wyrazu”. Klub Literacki działał w CK Zamek do roku 2005, następnie przeniesiony został do Centrum Kultury „Dąbrówka” w Poznaniu. Od 1998 roku kontynuuje redagowanie i wydawanie kwartalnika literackiego „Protokół Kulturalny” (www.poecipolscy.pl). W CK Zamek wydawał serię „Zamkowe Arkusze Literackie” oraz liczne almanachy, m.in. „Arkusz 2004”, „Arka” tom 1 i 2, „Na końcu świata albo języka” (wydany w „Dąbrówce”). Na 50-lecie Klubu Literackiego wydał (wraz z Łucją Dudzińską) antologię środowiska, wraz z dokumentacją archiwalną, pt. "Daję słowo", Wydawnictwo FONT 2020.
Inicjator Ogólnopolskich Konkursów Wierszy: „O Laur Klemensa Janickiego”, „Zielone Pióra”, „Młode Pióra”, „Pierścień Dąbrówki”. Juror licznych konkursów literackich.
W Radio Emaus prowadzi cykliczną audycję „Pocztylion literacki”.
Należał do Polskiego Związku Szermierczego (AZS) w latach 1961- 1964, później „Gryf” Słupsk.
Wiceprzewodniczący Rady Krajowej KKMP przy ZG ZMW w Warszawie (1972-1975). Przewodniczący KKMP Wiry przy ZW ZMW w Poznaniu (1971-1976).
Członek ZLP od 1976 do 1983 roku. Członek SPP od 1990, współzałożyciel i wiceprezes Salonu Artystycznego im. Jackowskich w Pobiedziskach. Członek Fundacji Literackiej w Poznaniu. Członek Fundacji Wspierania Kultury im. Łucji Danielewskiej w Poznaniu. Członek Światowego Stowarzyszenia Poetów POETAS DEL MUNDO.
Autor wielu tomów wierszy, a także książki dla dzieci. Publikacje m.in. na łamach „Twórczości”, „Kultury”, „Kresów”, „Zeszytów Poetyckich”, „W drodze”, „Opcji”, „Nurtu”, „Odry”, „Poezji”, „Nowe Książki”, „Akantu”, „Okolicy Poetów” oraz e-tygodnika Pisarze.pl. Jego utwory były tłumaczone na język angielski, białoruski, bułgarski, chiński, czeski (przez Alene Debicką), esperanto, francuski, grecki, macedoński, niemiecki, ormiański, rosyjski, serbski, ukraiński, węgierski.
Publikowany też w licznych antologiach dwujęzycznych.
Stypendysta Międzynarodowego Ośrodka Pisarzy i Tłumaczy na Rodos (1988).
O twórczości Jerzego Grupińskiego pisali
W wydawnictwach książkowych:
- Piotr Kuncewicz „Agonia i nadzieja” tom 3, W-wa 1993

- Piotr Kuncewicz „Leksykon polskich pisarzy współczesnych” tom 1, W-wa 1995

- Praca zbiorowa „Współcześni polscy pisarze i badacze literatury” tom 3 W-wa 1994

- Lesław M. Bartelski „Polscy pisarze współcześni” W-wa 1995

- „Kto jest kim w Poznaniu” 1997

- „Kto jest kim w Polsce” W-wa 1984, 2001

- Christian Medard Manteuffel „Dolina Fossylii” Włocławek 2013

- „Poznański przewodnik literacki” Poznań 2013

- Kalina Izabela Zioła „Na mojej drodze ptaki przelotne” Bydgoszcz 2015

- Jerzy Beniamin Zimny „Dzieci Norwida” Poznań 2016

- Jerzy Beniamin Zimny „Róże z Montreux” Poznań 2019
- Zbigniew kresowaty "Portetowisko" Starachowice 2017
- Jerzy Beniamin Zimny "W Nurcie odNowy" Poznań 2022

W posłowiach do książek autora i recenzjach:
- Stefan Melkowski

- Piotr Łuszczykiewicz

- Krzysztof Sielicki

- Dariusz Tomasz Lebioda

- Sergiusz Sterna Wachowiak

- Leszek Żuliński

- Andrzej Ogrodowczyk

- Karol Maliszewski

- Włodzimierz Braniecki

- Kalina Izabela Zioła

- Teresa Tomsia

- Jerzy Beniamin Zimny

- Omir Socha

- Stanisław Szwarc
- Zbigniew Kresowaty

## Publikacje

### Poezja
- Kształt fali, 1969;
- Ta sama przemoc, 1972;
- W dom jak w kalendarz, 1976;
- Stworzysz świat – albo siebie, 1979;
- Album wielkopolski, 1981;
- Waga i warga, 1984;
- Jeszcze noc, 1990;
- Wiersze do miłości 1991 (trzy wydania)
- Protokół towarzyski 1994
- Sposób na bezsenność, 1995;
- Imię twoje: wiersze z lat 1968-1998, 1999;
- Wiersz na oddech światło i falę, 2004;
- Dziesięć palców, 2009;
- Kuszenie świętego Poetego 2012
- Album poznański - przechadzki poetyckie po mieście i bliskich sercu okolicach 2017
- Sposób na motyle 2018
- Chleb od Zająca - wspomnienia prozą i wierszem, 2022

### Literatura dziecięca
- Herb mego miasta, 1994.

## Odznaczenia i nagrody
- 1969 – Czerwona Róża, Gdańsk, Wyróżnienie I
- 1970 – Złota Fregata, Świnoujście
- 1981 – Odznaka Honorowa Miasta Poznania
- 1982 – Złota Odznaka Miłośnika Poznania
- 1982 – Odznaka „Zasłużony Działacz Kultury”
- 1985 – Odznaka „Za zasługi w rozwoju województwa poznańskiego”
- 1986 – Srebrny Krzyż Zasługi
- 2000 – Medal im. Ryszarda Milczewskiego-Bruno
- 2005 – Nagroda Międzynarodowego Centrum Poezji Przekładu i Prac Badawczych w Hongkongu za almanach „Arka"
- 2005 – Odznaka Honorowa Polskiego Związku Wędkarskiego
- 2007 – Brązowy Medal „Zasłużony Kulturze Gloria Artis”[3][4]
- 2008 – medal Labor Omnia Vincit
- 2011 – Nagroda CEPAL XIII Międzynarodowego Konkursu Literackiego Centrum Promocji Sztuki w Thionville (Francja) za tomik poezji „Sposób na bezsenność” z kolekcję ilustracji Zbigniewa Kresowatego[5]
- 2013 – Nagroda Główna XXXVI MLP w konkursie na Najlepszą Książkę Poetycką Roku 2013 za tom poezji „Kuszenie świętego Poetego"
- 2013 – „IANICIUS” Nagroda Literacka im. Klemensa Janickiego za całokształt twórczości i popularyzację poezji
- 2013 – „Drożdże” – Nagroda redakcji „Akantu"
- 2014 – Nagroda Burmistrza Miasta Wronek
- 2021 - Nagroda Marszałka Województwa Wielkopolskiego w Dziedzinie Kultury
- 2023 - Nagroda Ministra Kultury i Dziedzictwa Narodowego za osiągnięcia twórcze